# Robert William Harvey-Bailey
Robert William Harvey-Bailey (* 1877 in Tonbridge; † 7. September 1962) war ein britischer Ingenieur.

## Leben
Harvey-Baileys berufliche Laufbahn begann 1896, als er eine Stelle als technischer Zeichner bei der Pennington Motor Co Ltd. annahm. Er beschäftigte sich mit der Konstruktion von Automobilen und machte auch erste Erfahrungen mit dem Frontantrieb. 1910 ging er zu Rolls-Royce. Während des Ersten Weltkrieges entwarf er den Rolls-Royce Falcon. In den 1920er Jahren wurde er Chefingenieur. Seine im Werk benutzten Initialen waren BY.
Er gehörte mit zum Entwicklungsteam des Rolls-Royce R. Weitere Leistungen waren sein Entwurf des Rolls-Royce Buzzard und als wichtigstes Werk, den Rolls-Royce PV12, aus dem der Rolls-Royce Merlin entwickelt wurde. Er wechselte 1937 in die Fahrzeugfertigung und wurde dort ebenfalls Chefingenieur.
Mit Beginn des Zweiten Weltkrieges bis zu seiner Pensionierung 1945 war er Chef der Qualitätssicherung in der Flugmotorenabteilung bei Rolls-Royce und trug dort wesentlich zur Weiterentwicklung des Rolls-Royce Merlin bei.